# Marinha de Águas Santas
Marinha de Águas Santas, também conhecida como Santa Marinha (em galego:  Santa Mariña de Augas Santas, em castelhano:  Marina de Aguas Santas; Bracara Augusta ou Balcagia, 119 — Águas Santas, 18 de janeiro de 139) foi uma jovem cristã martirizada durante o período das perseguições, no século II. É venerada como santa pela Igreja Católica e a sua festa litúrgica é celebrada a 18 de julho.

## História
A história da vida de Marinha foi preservada misturando factos e ficção. Algumas referências relatam que Marinha teria nascido no ano de 119 em Bracara Augusta, o nome romano da atual cidade de Braga, no norte de Portugal, e outras afirmam que ela teria nascido em Balcagia, o nome romano da atual cidade de Baiona, na província de Pontevedra, na comunidade autónoma da Galiza, em Espanha. Marinha era filha de Lúcio Caio Atílio Severo, o governador romano da Galécia e Lusitânia e da sua esposa Cálcia, que deu à luz nove filhas num só parto, enquanto o seu marido estava fora da cidade numa campanha. Com medo de ser acusada de infidelidade, pois acreditava-se que os nascimentos múltiplos eram devidos à concupiscência da mulher, Cálcia entregou as suas filhas para a sua criada Cita, para que ela as afogasse no rio Miñor.
Cita que era uma cristã escondida, não obedeceu a ordem de Cálcia e deixou as meninas aos cuidados das famílias cristãs que ela conhecia. As meninas foram batizadas pelo bispo Ovídio de Braga, e cresceram como cristãs numa época onde esta religião ainda era perseguida.
Quando cresceram, foram acusadas de serem cristãs na frente do seu pai, que quando percebeu que elas eram as suas filhas, Lúcio Caio Atílio Severo as convidou a abandonar o cristianismo, prometendo-lhes uma vida cheia de regalias, mas elas recusaram a proposta, e foram presas. Posteriormente, cada uma fugiu para um sítio, mas todas foram mortas como mártires (entre elas estavam Quitéria e Liberata). Marinha foi decapitada a 18 de janeiro de 139 em Águas Santas, em Allariz. No local da sua morte, foram construídas três fontes nos locais onde a sua cabeça foi golpeada ao ser decapitada.